# Телевизионная башня (Белгород)
Белгородская телебашня — стальная решётчатая телебашня типового проекта 34084 КМ, расположенная в Белгороде на проспекте Ватутина. Высота телебашни составляет 220,875 метров, она является самым высоким сооружением Белгорода и занимает 12-е место в России по высоте среди башен.

## Строительство
Строительство началось в 1996 году, было приостановлено в начале XXI века, а в 2010 году продолжилось в рамках федеральной целевой программы «Развитие телерадиовещания на территории РФ на 2009—2015 годы». Башня введена в эксплуатацию 13 августа 2013 года.

## Оснащение
Цифровую трансляцию обеспечивает передатчик мощностью 5500 Вт. В зону охвата передатчика входит Белгород и прилегающие районы[уточнить].
Ночью на башне включаются прожекторы (светодиодные колорчейнджеры), установленные на башне, дающие равномерное освещение конструкций без засветок[что?]. Каждый прожектор управляется отдельно, что создаёт широкие возможности для светового дизайна: от освещения одним цветом или группами до сложных динамических картин — плавных перетеканий по всем контурам и стробирования.
Башня имеет смотровую площадку на высоте 50 метров, подъём на которую обеспечивает специальный лифт.

## Галерея
- Строительство Белгородской телевышки.
- Телевышка днём.
- Телевышка в фиолетовом освещении.
- Телевышка в двухцветном освещении.
- Вид от памятника князю Владимиру.
- С высоты птичьего полёта
- Вид со стадиона Энергомаш